# Haplologia
L'haplologia és un canvi fonètic pel qual es redueix articulacions repetides o semblants a una sola. Certes haplologies es fixen en el llenguatge estàndard, com ara al·lergen com a variant de al·lergogen, idolatria en lloc d'"idololatria". La paraula és un neologisme fet del grec antic ἁπλόος, simple, i -λογία, paraula. Àmfora, del grec homèric amphiphora («que es porta d'ambdós costats»), és una de les haplologies més antigues conegudes.
El fenomen va ser descrit per primera vegada el 1893 pel filòleg Maurice Bloomfield (1855-1928). En un assaig humorístic, el lingüista U. Pani Shad va proposar haplogia com a exemple d'haplologia. Molts parlants, si articulen ràpid, pronuncien per exemple «esquerra publicana» en lloc d'"esquerra republicana", és a dir, redueixen les dues síl·labes «re» repetides o narcisisme esdevé «narcisme».